# Врзино коло
Врзино коло, или вилино коло или вилинско коло, је првобитно означавало стварну игру у колу кога играју демони – виле или але. Потиче из народног сујеверја. Значење се мијењало и еволуирало, па симболизује нешто што је тешко разрјешиво и што је врло запетљано. Користи се у фигуративном смислу да означи збрку, метеж, зачаран круг. Најчешћа места за окупљање су пропланци на којима постоји магична енергија, места која се разликују по биљкама и животињама и најчешће су кружног облика.

## Етимологија
Назив врзино коло настао је по имену средњовјековног мађионичара Вергилија, Врзила.

## Вук Караџић
Врзино коло, н. Србљи приповиједају, да неки ђаци, кад науче дванаест школа, отиду (њи 12 мора бити) на врзино коло (да доврше са свим и да се закуну. А ђе је то врзино коло? и шта је? Бог би га знао). И ондје некакву особиту књигу чатећи нестане једнога од њи дванаест (однесу га ђаволи или виле), но они не могу познати кога је нестало. (Тај је био на врзину колу – говори се за човека који је млого учио.)
Такови ђаци се послије зову Грабанцијаши, и иду са ђаволима и са вилама, и воде облаке у вријеме грмљаве, олује и туче...— Вук Стефановић Караџић, Српски рјечник из 1818. године
На планини Велебиту постоји топоним Врзино коло. Прича се да се на том врху састају и играју виле.
Ђаци које су однијеле виле зову се Грабанцијаши. Са вилама су у облацима, међу муњама и градом. Зато за рашчупане и неуредне кажу:“какав је издрпан као грабанцијаш“.
„Тај је био и у врзином колу“ говори се за некога ко је много учио.

## Примјери
Године 1908. Била је велика суша у источној Србији, код Великог Извора у Црној Реци. Сељани су вјеровали да облаци не могу да се формирају- састану и дају кишу, јер змај долази у село и води љубав са неким удовицама и удатим женама. Зато мушкарци тог села одлуче да истјерају змаја. Ноћу између 21. и 22. јула састану се на сеоском гробљу и наложе велику ватру. Једног су између себе изабрали за цара. Он се свукао а за њим и сви остали мушкарци и почели су да играју врзино коло. Игра је трајала све док се играчи нису уморили и изнемогли попадали по земљи, а управо толико колико је требало да се зли духови поплаше.
За време игре нису говорили већ су се споразумјевали мумлањем и мимиком. Када је завршено играње врзиног кола, цар је снажно замумлао. То је била заповјест, да се сви играчи, сем тројице који су остали са царем, крену у село да истјерају змаја дижући велику буку. „Са собом су носили звонца, меденице, клепетуше, старе канте, тестије, ватраље, тојаге, буџе“ којима се могла подићи велика бука. У одређеном дијелу села су се разишли и почели гоњење змаја у правцу гробља. На гробљу су се поново сакупили око ватре и свога цара. Поново су одиграли врзино коло и тако је завршено гоњење змаја.

## Значење
Врзиним колом се ступа у везу са демонима да би се против њих на њихов начин борило. Борба против зла гдје се клином избија клин. Данашњи смисао појма врзино коло означава збрку, метеж, зачаран круг. Симболизује и подразумијева нешто тајновито, тешко рјешиво, неповратно запетљано, и у шта се и не ваља уплитати.

## Веровања
Када смртник приступи таквом месту деси му се да остане без вида или да се смртно разболи. Виле га још могу претворити у дрво или камен. Најчешће се вилинска кола налазе у близини шумских извора. Виле у вилинском колу најчешће играју и певају, а у случају да неки смртник налети у том тренутку, оне га натерају да игра са њима док само од њега не остане душа. Вилинско коло није стално место боравка вила, оне се повремено окупљају на том месту. Постоје многи записи који говоре о постојању вилински кола, као што је на пример 1888. записано да се један велики круг назива „Вилинско коло“ на граници са Србијом и Бугарском, у близини Врања. Запис гласи: Сељаци не смеју ноћу у њу ући; не косе га, нити ору то земљиште. Постоји веровање да се коло најчешће одржава у време када нема празника.